# SNOWBIRD
「SNOWBIRD」（スノーバード）は、1982年11月21日に発売された麻倉未稀の4枚目のシングル。発売元はキングレコード/CRYSTAL BIRD。

## 概要
同年12月5日に発売された本シングルと同タイトルのアルバムからの先行シングル。A・B面曲共に麻倉本人が作詞を手掛けている。表題曲は、夢を追いかけ旅立とうとする恋人から離れなければならなくなった女性の心情を歌ったもの。″スノーバード″ とは日本名で ″雪ほおじろ″ を意味する。麻倉曰く、ボブ・ジェームスの「スノーバード・ファンタジー」を聴いた時から心にしまっておいたテーマであるとのことで、「メロディー、アレンジ共に自分が願った通りに表現していただきました」と話している。
B面曲「コルシカの風」は、タイトルが示す通りコルシカ島を舞台にしたアバンチュールを歌った曲で、麻倉はフリオ・イグレシアスの楽曲の世界観を意識して詞を書いたという。

## 収録曲
1. SNOWBIRD (3:43)
作詞：麻倉未稀 / 作曲：高瀬政彦 / 編曲：大村雅朗
2. コルシカの風 (4:12)
作詞：麻倉未稀 / 作曲：高瀬政彦 / 編曲：若草恵